# Lora del Río
Lora del Río é um município da Espanha na província de Sevilha, comunidade autónoma da Andaluzia, de área 292 km² com população de 19194 habitantes (2007) e densidade populacional de 63,82 hab/km².

## Demografia
| Variação demográfica do município entre 1991 e 2004 | Variação demográfica do município entre 1991 e 2004 | Variação demográfica do município entre 1991 e 2004 | Variação demográfica do município entre 1991 e 2004 |
| --------------------------------------------------- | --------------------------------------------------- | --------------------------------------------------- | --------------------------------------------------- |
| 1991                                                | 1996                                                | 2001                                                | 2004                                                |
| 18551                                               | 18895                                               | 18281                                               | 18739                                               |